# نيل سينكلير
نيل سينكلير (بالإنجليزية: Neil Sinclair) مواليد 23 فبراير 1974 في بلفاست، هو ملاكم أيرلندي شمالي يصنف ضمن فئة الوزن المتوسط بدأ مسيرته الاحترافية سنة 1995. حقق الميدالية الذهبية في دورة ألعاب الكومنولث 1994.

## إحصائيات
خاض خلال مسيرته 37 نزالا، فاز في 31 ولم يتعادل وخسر في 7. فاز بالضربة القاضية في 24 نزالا.

## الميداليات
| الميدالية | المسابقة                  |
| --------- | ------------------------- |
| ذهبية     | دورة ألعاب الكومنولث 1994 |

## روابط خارجية
- نيل سينكلير على موقع بوكس ريك (الإنجليزية) (registration required)
- نيل سينكلير على موقع اتحاد ألعاب الكومنولث (مؤرشف) (الإنجليزية)